# Champagnac-le-Vieux
 Champagnac-le-Vieux  es una población y comuna francesa, situada en la región de Auvernia, departamento de Alto Loira, en el distrito de Brioude y cantón de Auzon.

## Enlaces externos

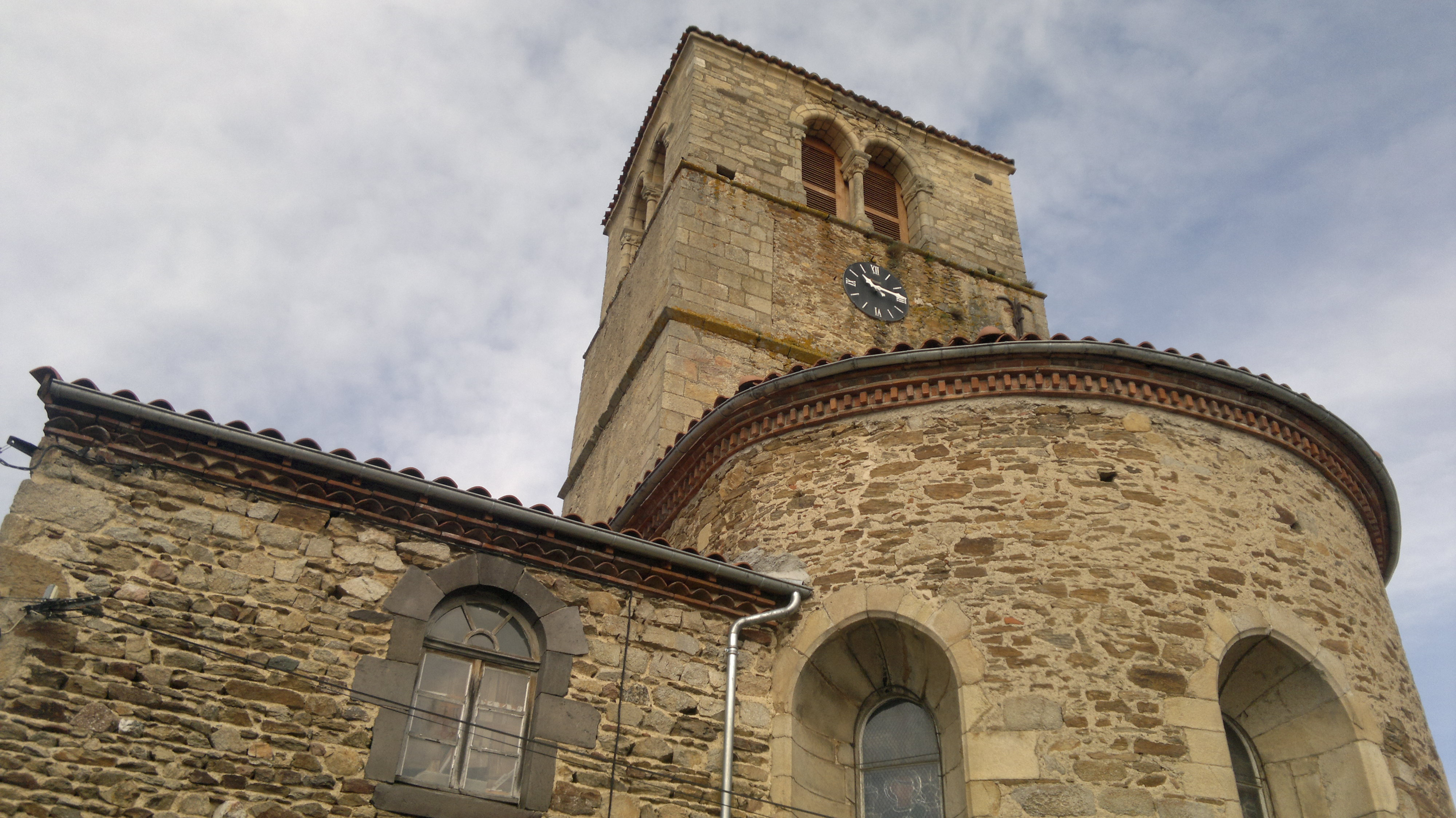
Saint-Pierre (Champagnac-le-Vieux)

## Demografía
| 520 | 486 | 415 | 340 | 301 | 277 |
| Para los censos de 1962 a 1999 la población legal corresponde a la población sin duplicidades (Fuente: INSEE [Consultar]) |     |     |     |     |     |